# كراننبيورخ
كراننبيرخ هي بلدة وبلدية بضاحية كليفه بولاية شمال الراين-وستفاليا، ألمانيا. واقع بالقرب من حدود هولندا، 12 كيلومتر (7 ميل) جنوب شرق نايميخن و11 كيلومتر (7 ميل) غرب كليفه.

## أعلام
- روبرت نيبولدت